# Контрактура
Контракту́ра (лат. contractura — стягання, звуження) — обмеження рухливості в суглобі, яке спричинюють патологічні зміни у м'яких тканинах, пов'язані з функцією цього суглоба — рубцевим стягненням шкіри, сухожилків, захворюваннями м'язів, суглоба, больовим рефлексом й іншими причинами. Є симптомом, по суті наслідком багатьох хвороб.

## Класифікація
Якщо суглоб знаходиться у положенні згинання, контрактура називається згинальною, розгинання — розгинальною, приведення — приведеною, відведення — відведеною, ротації — ротаційною контрактурою. Ступінь порушення функцій суглоба та діапазон рухів у ньому характеризує тяжкість контрактури.
Контрактури поділяються на вроджені та набуті.
Вроджені зумовлені недорозвиненістю м'язів (кривошия), суглобів (клишоногість) та шкіри («плавальні перетинки»). Ці контрактури рідко зустрічаються.
Найчастіше формуються набуті контрактури. Вони поділяються на травматичні, запальні, паралітичні, дистрофічні та фіксаційні. При контрактурі спочатку уражається спочатку одна тканина. Надалі патологічний процес охоплює всі тканини, які прилягають до суглоба.
За етіологією умовно виділяють контрактури:
- неврогенні;
- рефлекторні;
- імобілізаційні;
- ішемічні;
- післятравматичні;
- післяопікові;
- професійні.

Залежно від первинно ураженої тканини контрактури ділять на артрогенні, дерматогенні, десмогенні, міогенні, неврогенні та сухожилкові.

### Артрогенна контрактура
Виникає після внутрішньо- або навколосуглобних переломів кісток, вивихів, забиття суглоба та дисторзії. Спостерігається часто у хворих на гострі та хронічні захворювання суглобів. Нерідко контрактура розвивається і в здоровому суглобі, якщо він розташований поблизу патологічного вогнища, при тривалій іммобілізації гіпсовою пов'язкою. Наприклад, при переломі кісток гомілки внаслідок тривалої гіпсової іммобілізації може настати тугорухливість, а потім і контрактура колінного та гомілковостопного суглобів. У цих випадках говорять про так звані іммобілізаційні контрактури. Найбільше страждають невеликі суглоби (суглоби пальців кисті, які були іммобілізовані більше 12-18 днів).

### Дерматогенна контрактура
Виникає після опіків шкіри (термічних або хімічних). Особливо часто вона спостерігається у дітей у вигляді стягуючих грубих келоїдних рубців шкіри. Дерматогенна контрактура може також утворюватися внаслідок дефектів шкіри після механічної травми з наступним формуванням на ній виразок
.

### Десмогенна контрактура
Зморщення підшкірної клітковини після запальних процесів. Так, після важкої флегмонозної ангіни може настати кривошия.

### Міогенна контрактура
Розвивається після пошкодження м'язів або перенесених гострих та хронічних захворювань (міозит). Ці контрактури можуть спостерігатися також при гострому порушенні кровообігу у м'язах (ішемія), після тривалого стискання кінцівки гіпсовою пов'язкою або перетискання джгутом. Цей вид контрактури є змішаним — міогенно-неврогенним, тому що від цієї патології страждають і нервові стовбури.

### Сухожилкові контрактури
Розвиваються при травмі сухожилків з наступним утворенням рубцьових спайок або дефектів сухожилків. Сухожилкові контрактури можуть виникати після запальних процесів сухожилків.

### Неврогенні контрактури
Виникають при млявих та спастичних паралічах на ґрунті травми або запального процесу, а також на фоні істерії.
Контрактури на ґрунті паралічу або парезу м'язів зумовлені крововиливами у мозок або захворюванням ЦНС. При захворюваннях спинного мозку вони проявляються на нижніх кінцівках. При деяких захворюваннях ЦНС спостерігаються контрактури усіх чотирьох кінцівок.
Рефлекторні контрактури спостерігаються при вогнепальних пораненнях кінцівки. Вони зумовлені тривалим подразненням чутливих волокон нервів. Це веде до постійного підвищенню тонусу м'язів, до фіксованого положення кінцівки.
Контрактури на фоні істерії характерні тим, що при зведенні м'язів кінцівка приймає положення, властиве довільному скороченню м'язів. Вони швидко зникають при проведенні навіть одного сеансу психотерапії.

### Умовнорефлекторна контрактура
Розвивається на фоні функціонально-приладжувальних або компенсаційних реакцій. Наприклад, при укороченні нижньої кінцівки хворий подовжує її за рахунок підошовного згинання стопи (кінська стопа). Перекіс тазу та пов'язаний з цим розвиток сколіозу спостерігається при неоднаковій довжині нижніх кінцівок.

### Професійні контрактури
Опікові найчастіше спостерігаються в осіб, які працювали на хімічних виробництвах, у кочегарів, плавильників, ливарників і т. д.
Контрактури, які розвинулися після різаних ран, бувають переважно в кравців, шевців, різальників (міогенного, тендогенного, неврогенного характеру). У вантажників утворюються контрактури після розриву потиличних або поперекових м'язів. У футболістів можуть спостерігатися контрактури після розриву ахіллового сухожилля.
Контрактури, зумовлені хронічною травмою, у вигляді статичного сколіозу внаслідок тривалого асиметричного положення тулуба, виникають у складачів, швачок, скрипалів; кіфози — внаслідок тривалого зігнутого положення при виконанні роботи; контрактури пальців кисті («скручена рука») спостерігається у теслярів, землекопів тощо. Тривалі рухи пальців кисті можуть привести до професійних тендовагінітів, з переростанням їх у контрактуру, що спостерігається часто у піаністів та скрипалів при перевантаженнях.

## Прояви
При хронічних патологічних процесах утворення контрактур відбувається повільно, а при гострих — швидко. Якщо контрактура розвинулась у дитинстві, то кінцівка відстає у рості.

## Лікування
Консервативне та оперативне.
Застосовують фізіотерапевтичні процедури, лікувальну гімнастику, масаж, механотерапію та різні способи безкровного виправлення положення кінцівки. Вправи потрібно проводити дозовано (спочатку пасивні рухи, потім переходять до активних). При млявих паралічах спочатку призначають гальванізацію.
При контрактурі туберкульозного походження застосовують етапну редресацію під наркозом з накладанням гіпсових пов'язок. Після 2-3 редресацій можна отримати задовільне положення кінцівки.
Оперативне лікування показане при застарілих контрактурах, що не піддаються консервативному виправленню. При дерматогенних контрактурах показана операція. Проводять розсічення та розріз рубцево-зміненої шкіри, насильне виправлення деформації та пересадку шкіри на рану. Широко застосовують пластичні операції (подовження м'язів, сухожилків, їхнє вкорочення, звільнення сухожилків з рубців, пересадка сухожилків).
При спастичних контрактурах застосовують невроліз — звільнення нерву з оточуючих рубцевих тканин, або пересічення нервових гілок. При контрактурах, зумовлених паралічами, застосовують різні коригуючі операції на кістках.